# Architecture des royaumes de taïfa

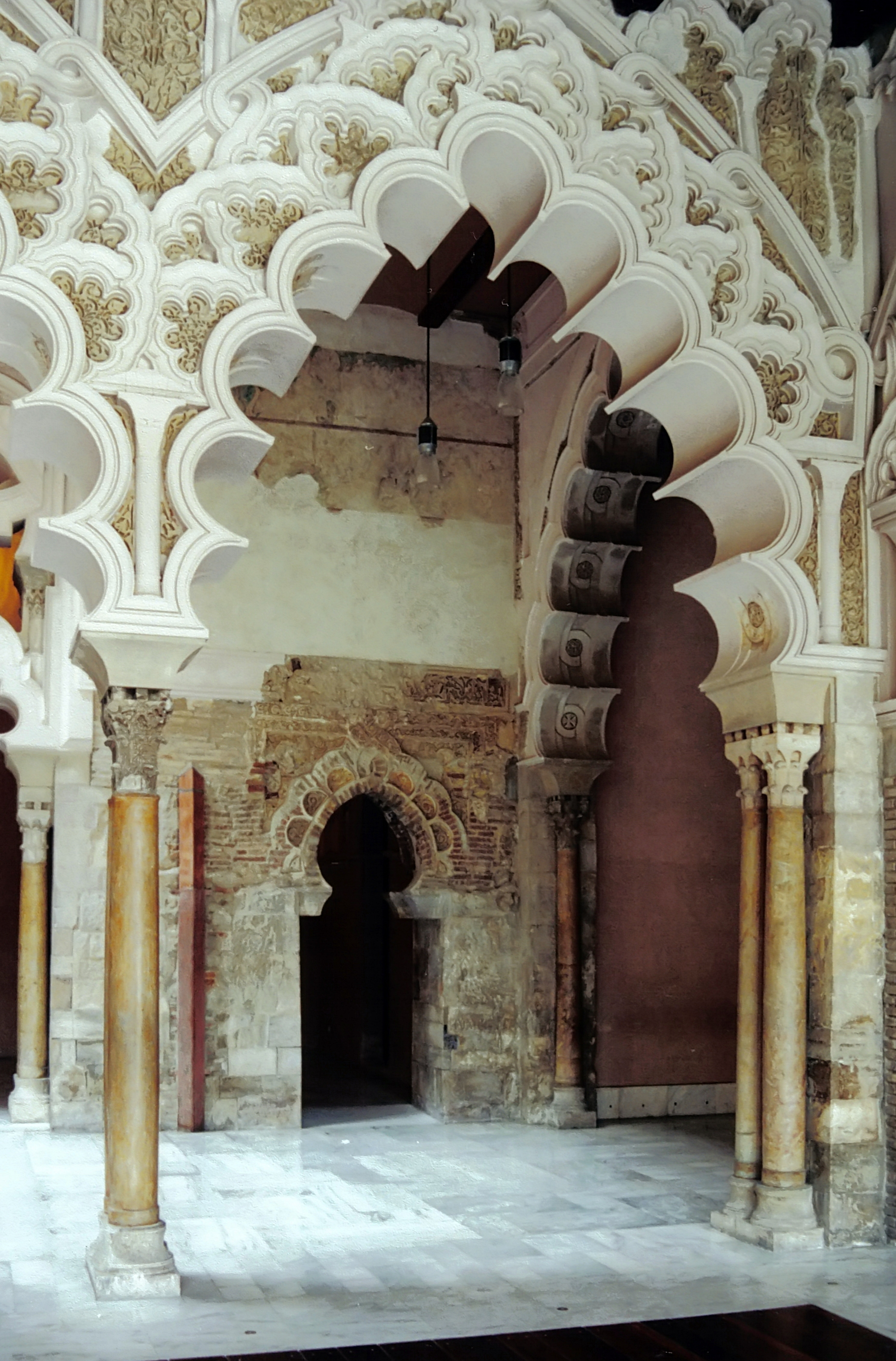
Palais de l'Aljaferia de Saragosse.

L'architecture des royaumes de taïfa est l'architecture qui succéda au XIe siècle en al-Andalus à l'architecture omeyyade après l'éclatement du califat de Cordoue en une série de royaumes appelés « royaumes de factions » ou « royaumes de taïfa ».

## Historique
« La période des années 1031 à 1091 est appelée période des « Reyes de Taifas » (de l'arabe muluk al-tawâ'if, « rois de partis ») ; elle fait suite au temps de la fitna (discorde), des guerres civiles pour la succession au califat de Cordoue (1009-1031) ».
Après l'abolition du califat en 1031 à la fin de la fitna, « des potentats locaux prirent le pouvoir un peu partout » en Al-Andalus.
Ces potentats sont issus de trois « partis ethniques » ou « factions » (tâ'ifa) qui s'opposaient dès le début du XIe siècle :
- le « parti des Andalous » regroupant les Arabes de la première vague (les « baldiyyûn »), les Arabes venus plus tardivement (les Syriens ou « shâmiyyûn »), les descendants des Berbères ayant participé à la conquête musulmane au VIIIe siècle, ainsi que les « muwalladûn » (« muladíes ») descendant des chrétiens convertis de la première génération (« musâlimûn »)[1],[2] ;

- la faction berbère constituée des descendants des mercenaires berbères recrutés par le califat de Cordoue vers le milieu du Xe siècle, « qui ne se sentaient liés ni à l'Andalousie ni aux Andalous, mais seulement à leurs propres chefs »[1] ;

- la faction Saqaliba constituée de mercenaires et d'esclaves descendant de « mécréants nord-africains et européens »[2] islamisés, utilisés comme garde prétorienne par le califat.

En 1031, Al-Andalus éclate donc en 25 royaumes contrôlés chacun par une de ces factions ethniques et appelés pour cette raison « royaumes de factions » ou « royaumes de taïfa », dont voici les principaux :
- royaumes de faction contrôlés par le « parti des Andalous » : taïfa de Cordoue, taïfa de Séville[1], taïfa de Saragosse ;

- royaumes de faction berbères : taïfa de Grenade (Zirides), taïfa de Tolède (Dhunnunides), taïfa de Malaga (Hammudites), taïfa d'Algésiras (Hammudites), taïfa de Ceuta (Hammudites)[1] ;

- royaumes de faction Saqāliba : taïfa de Valence, taïfa de Murcie, taïfa de Dénia, taïfa d'Almeria, taïfa de Badajoz[1].

## Édifices de l'époque des royaumes de taïfa
Il reste très peu d'édifices de cette période :
- taïfa houdide de Saragosse :
  - palais de l'Aljaferia, témoin exceptionnel de cette période
- taïfa ziride de Grenade : 
  - Porte d'Elvira
  - Bañuelo de l'Albaicín

## Emprunts à l'architecture omeyyade
L'architecture des royaumes de taïfa est l'héritière directe de l'architecture omeyyade (ou umayyade) du califat de Cordoue et pourrait être qualifiée d'architecture post-omeyyade.
Elle reprend bien entendu nombre de caractéristiques de l'architecture omeyyade :
- l'arc outrepassé (ou arc en fer à cheval)

- l'arc polylobé

- les arcs entrecroisés

- l'alfiz (encadrement rectangulaire de l'arc)…

## Innovations de l'époque des royaumes de taïfa
Malgré cette filiation directe, l'architecture de l'époque des royaumes de taïfa apporte plusieurs innovations remarquables qui font toute l'originalité du palais de l'Aljaferia à Saragosse.

### L'arc outrepassé brisé

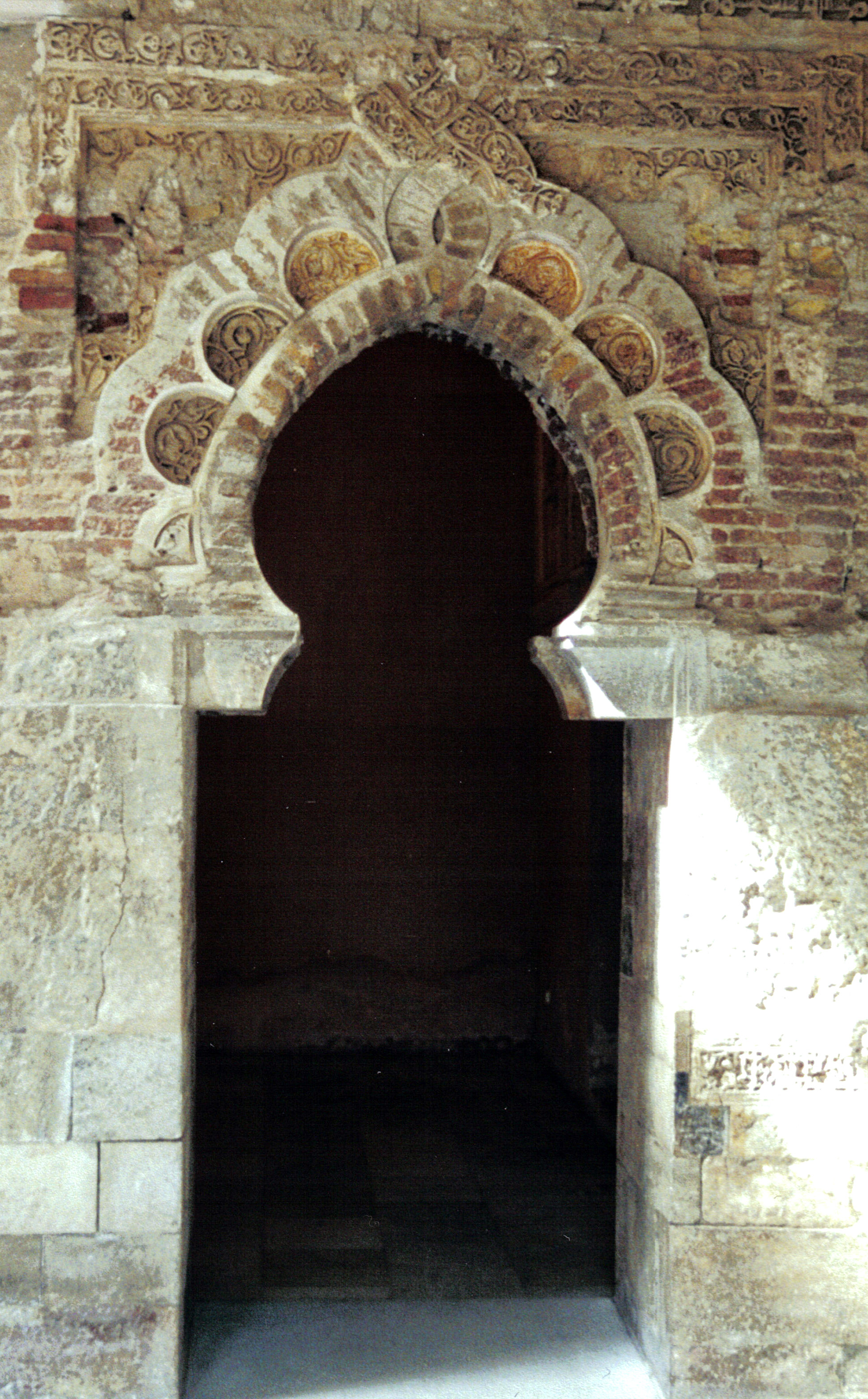
Arc outrepassé brisé d'une des portes d'accès au Salon Doré de l'Aljaferia.

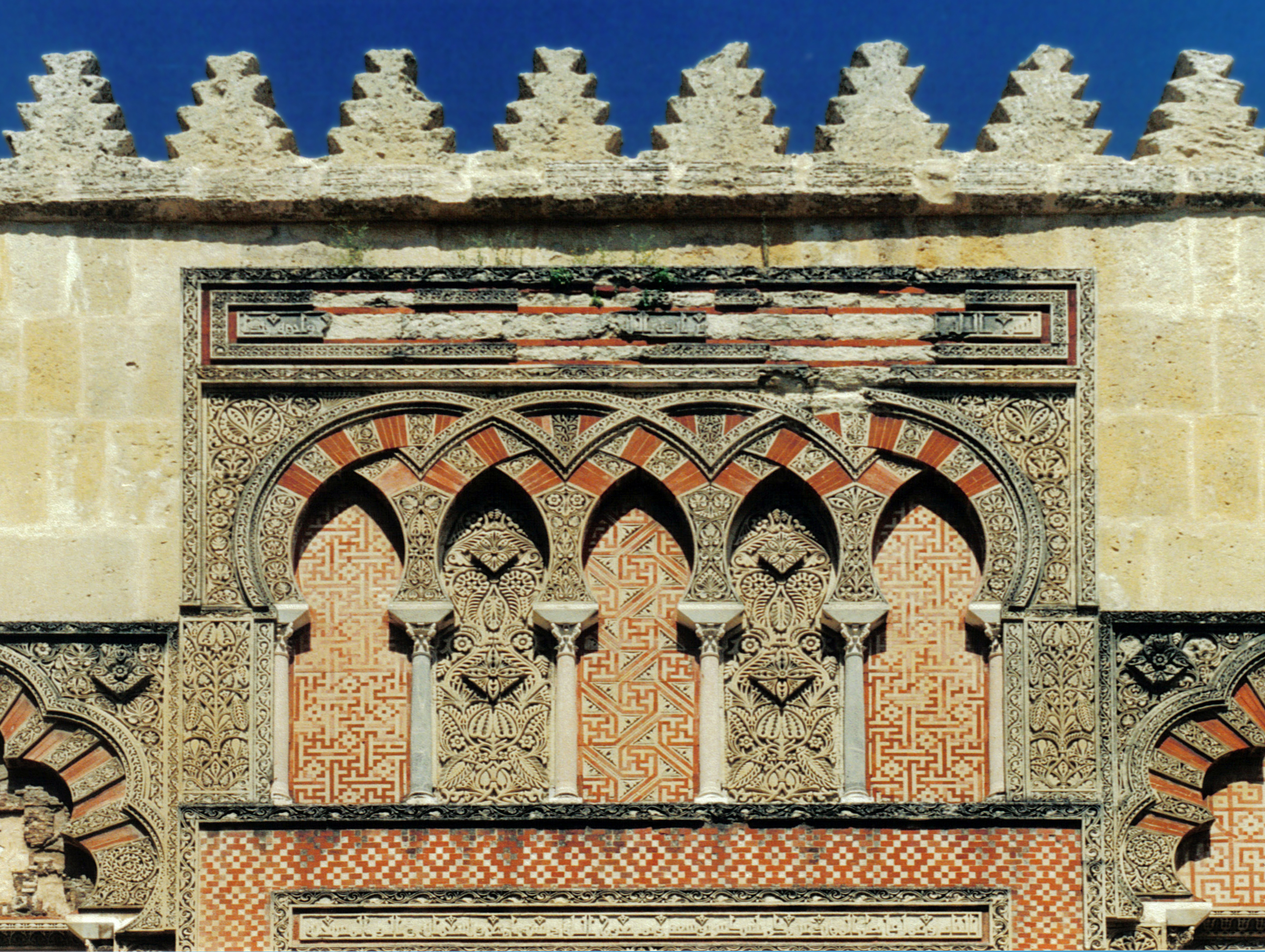
Les arcs outrepassés entrecroisés de la Mosquée de Cordoue, qui ont probablement inspiré l'arc outrepassé brisé.

C'est à l'Aljaferia qu'apparaît pour la première fois l'arc outrepassé brisé : les deux portes latérales qui permettent d'accéder au Salon du Trône ou Salon Doré à partir du portique nord sont surmontées chacune d'un arc outrepassé brisé.
Ce type d'arc a probablement été inspiré par les arcs outrepassés entrecroisés qui ornent l'extension de la Mosquée de Cordoue construite par le calife Al-Hakam II en 961 et qui, en se croisant, forment de véritables arcs brisés.

### Le grand arc polylobé brisé

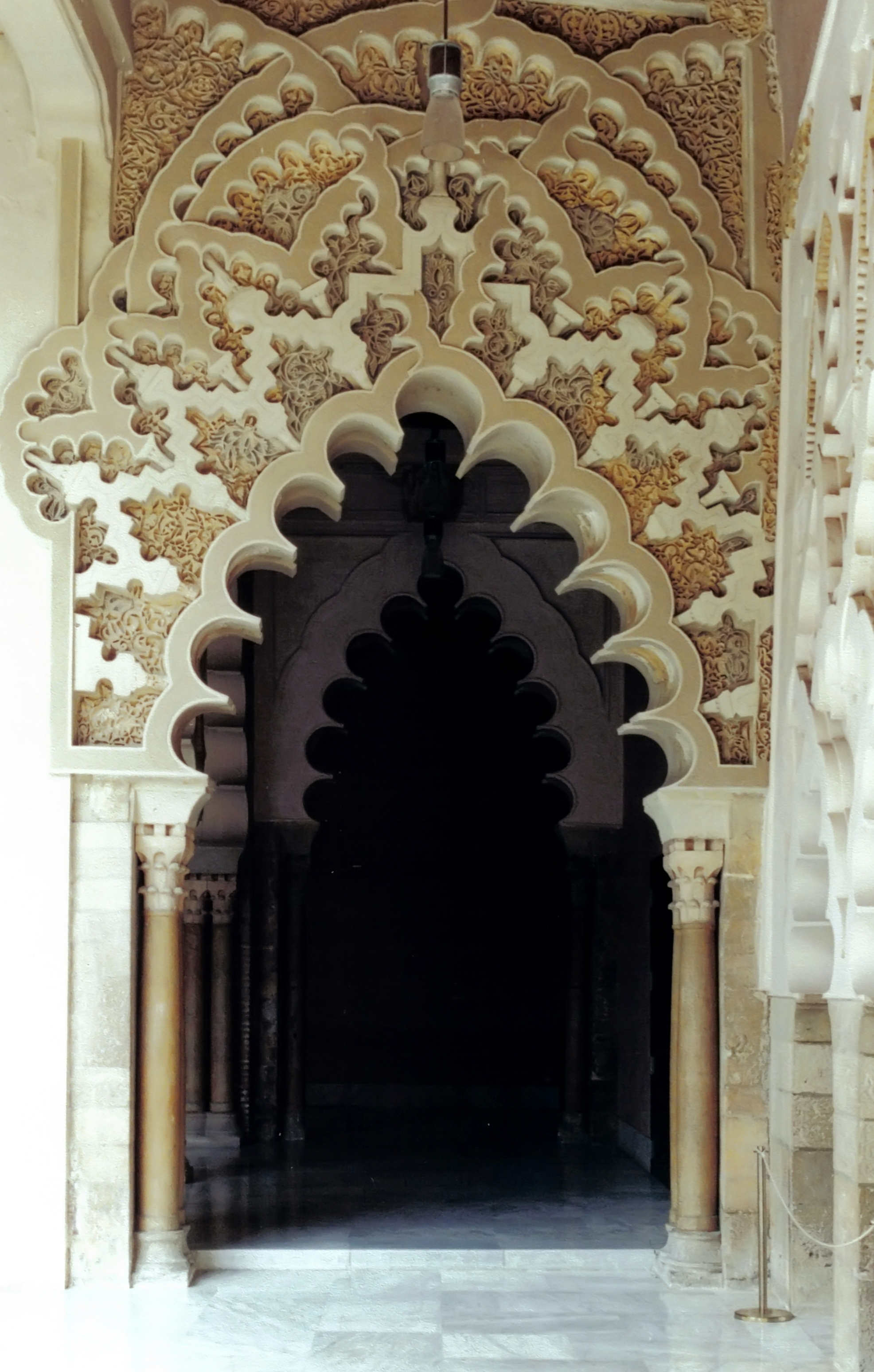
Grand arc polylobé brisé de l'Aljaferia.

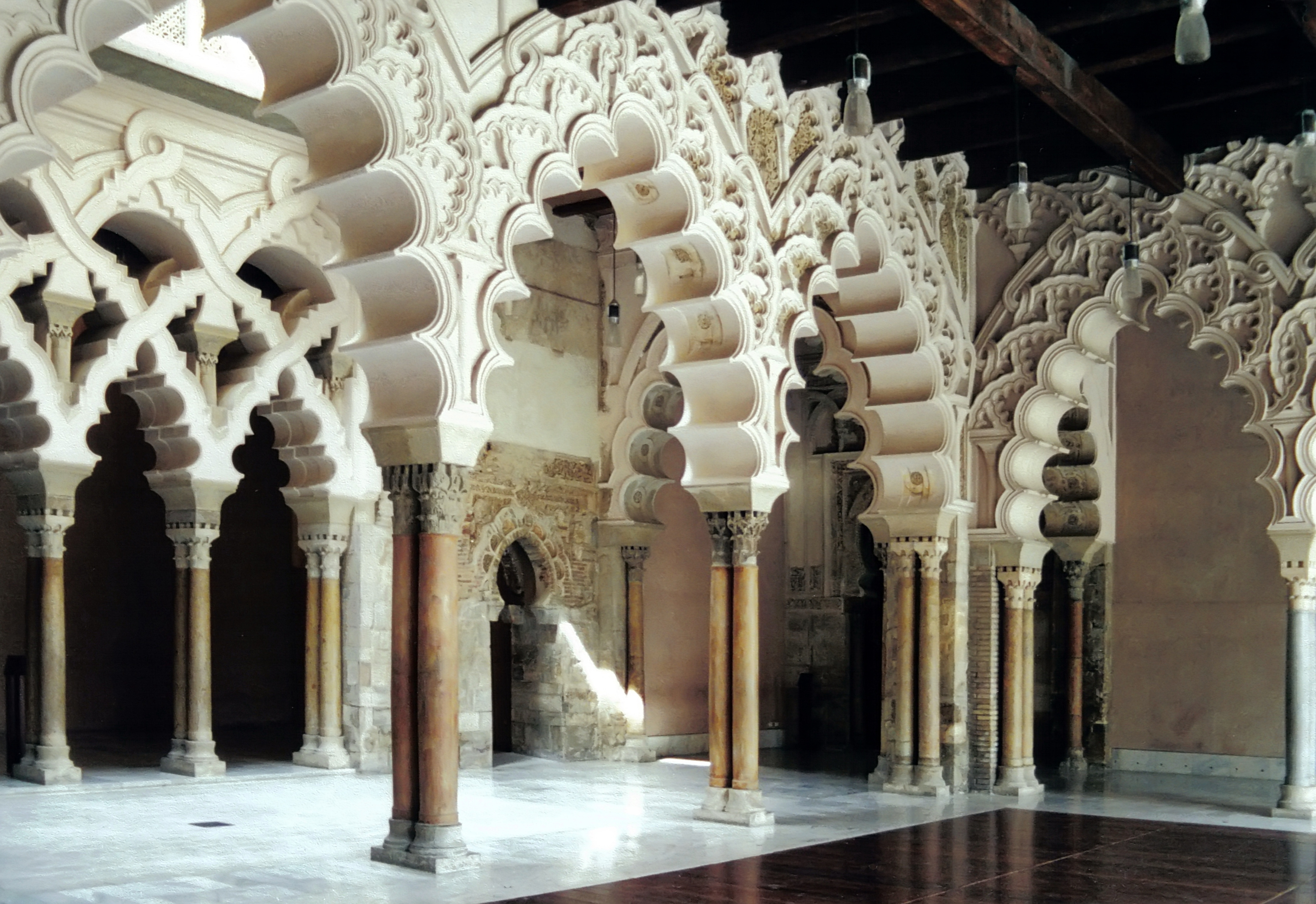
Portique nord de l'Aljaferia : arcs recti-curvilignes et arcs polylobés brisés.

Autre innovation majeure de l'architecture des royaumes de taïfa, le grand arc polylobé brisé orne en abondance l'Aljaferia, tant au niveau du portique nord, que du Patio et du portique sud où il prend une forme complexe et sophistiquée.

### L'arc recti-curviligne

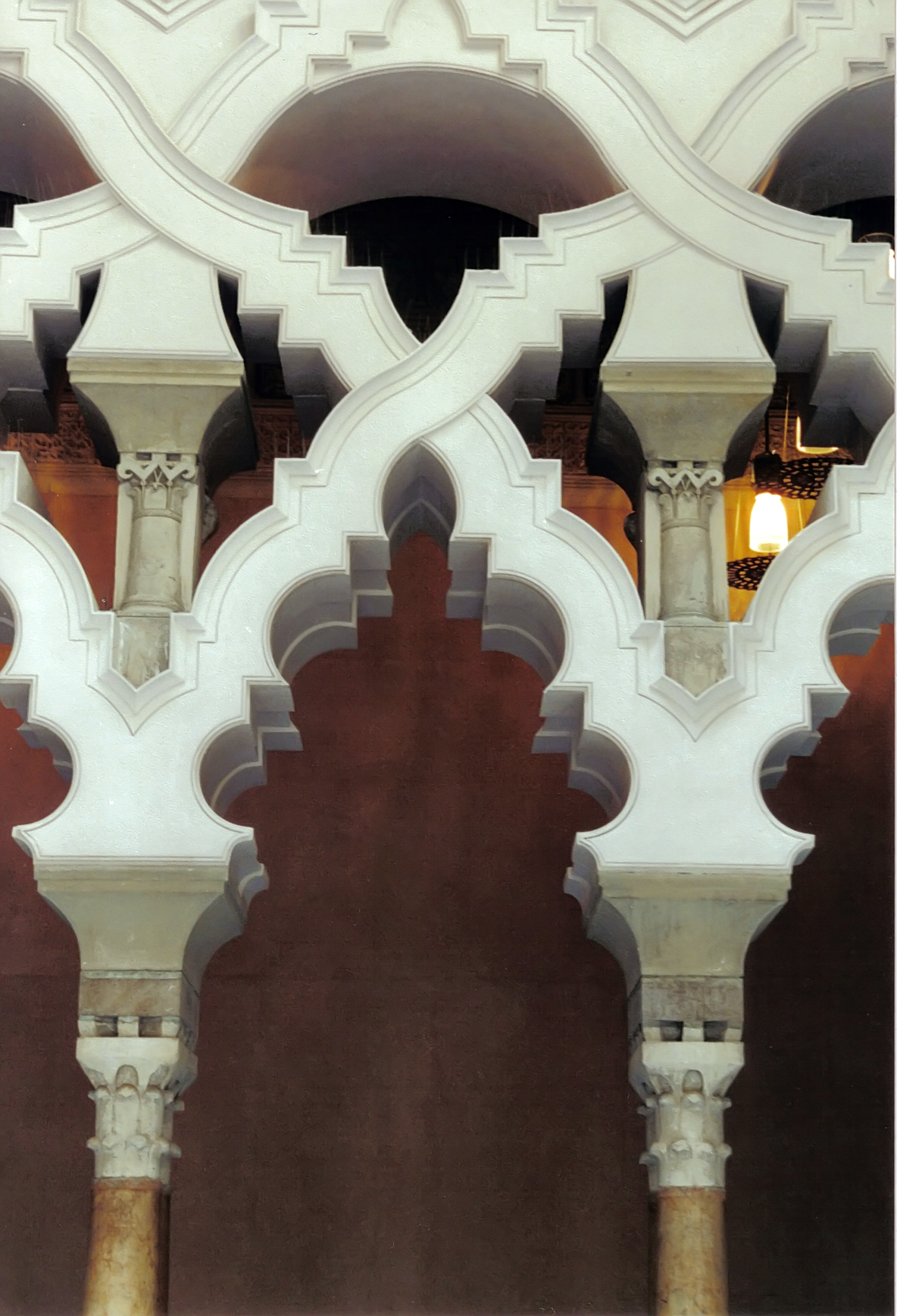
Arc recti-curviligne du portique nord de l'Aljaferia.

L'innovation la plus singulière présente à l'Aljaferia est assurément l'arc recti-curviligne, constitué de deux droites elles-mêmes composées d'une succession de lobes et d'angles droits.
Ce type d'arc orne l'arcade séparant le portique nord du Salon Doré ainsi que certaines faces de la salle de prière octogonale de l'émir.

## Influence sur les styles architecturaux ultérieurs
L'arc outrepassé brisé a été repris par l'architecture almohade, l'architecture nasride et l'architecture musulmane en général.
Le grand arc polylobé brisé a été repris par l'architecture almohade (niveau inférieur de la Giralda de Séville) et par l'architecture mudéjare : il orne en abondance le Patio de las Doncellas (Cour des Demoiselles) de l'Alcazar de Séville.
L'arc recti-curviligne se développa très fort dans l'architecture almohade et devint "arc à lambrequins" : ce type d'arc orne la travée centrale des quatre étages supérieurs de la Giralda de Séville ainsi que le portique du Patio del Yeso à l'arrière de l'Alcazar de Séville.
Les entrelacements d'arcs "recti-curvilignes" devinrent dans l'architecture almohade ce que l'on appelle des sebka, grands réseaux d'arcs recti-curvilignes entrecroisés formant des losanges surmontant les arcs des étages supérieurs de la Giralda et du Patio del Yeso. La sebka fut également reprise par l'architecture mudéjare : elle surmonte les grands arcs polylobés brisés du Patio de las Doncellas (Cour des Demoiselles) de l'Alcazar de Séville

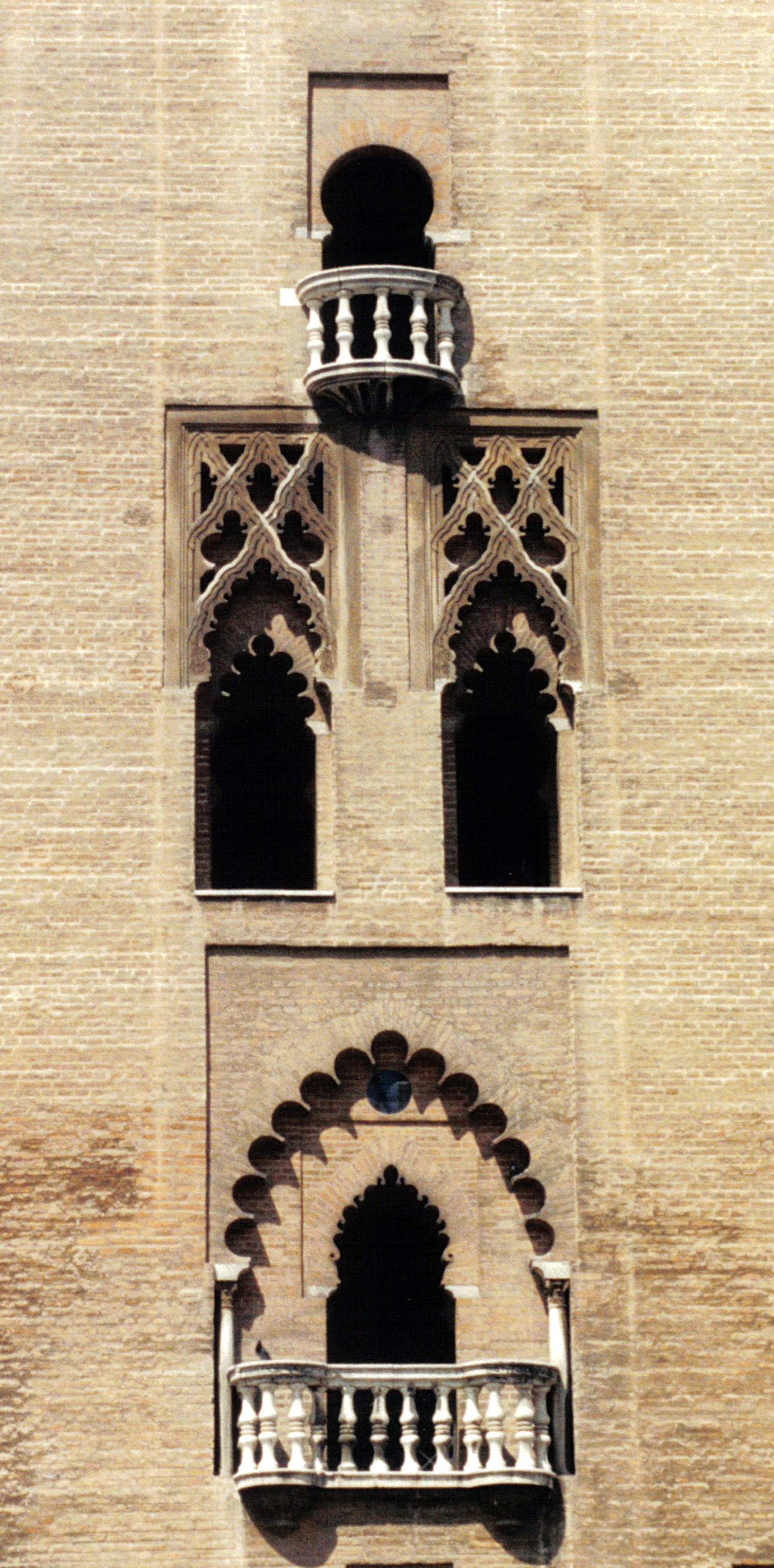
Giralda : Grand arc polylobé brisé et arcs recti-curvilignes.
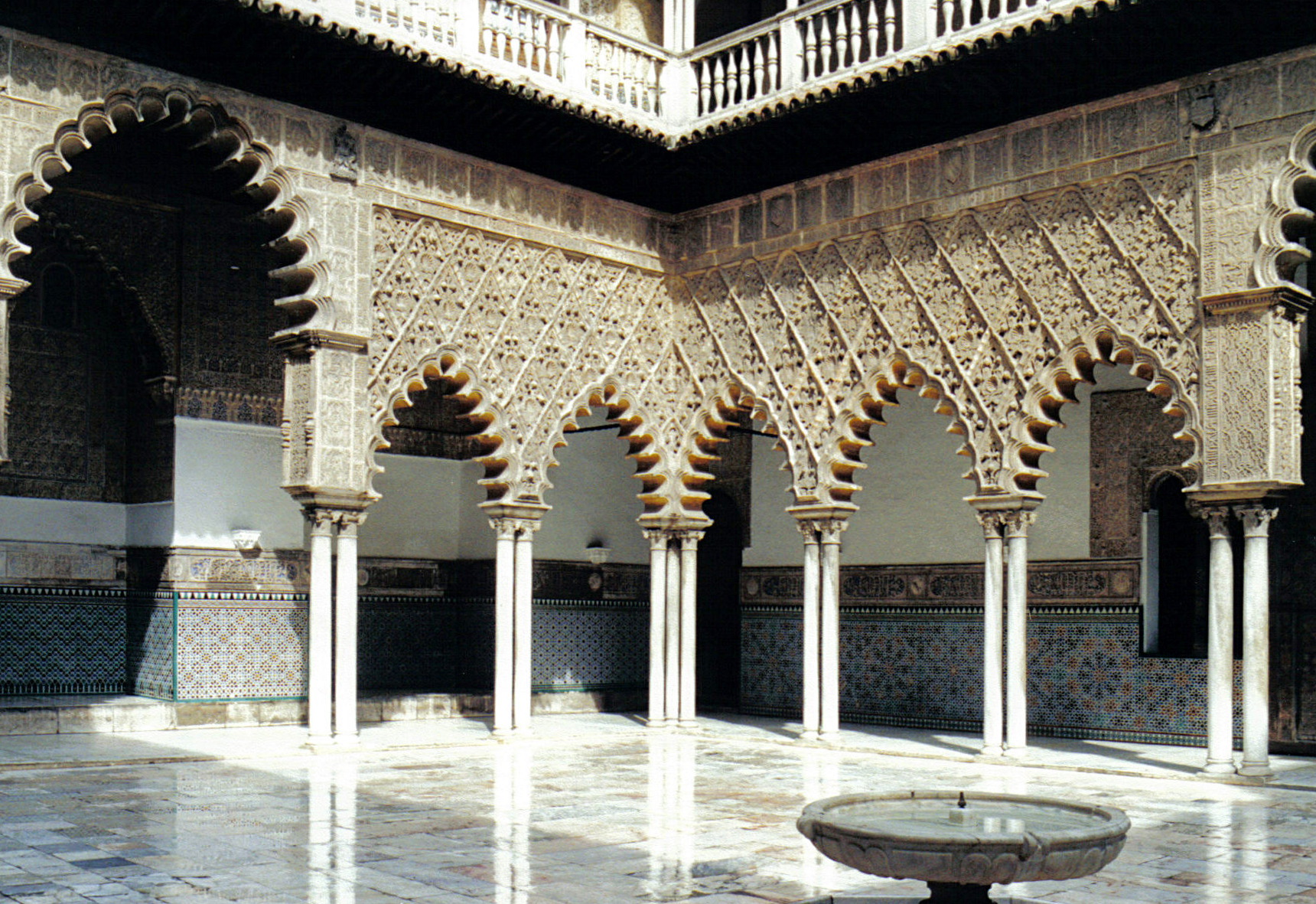
Alcazar de Séville : grands arcs polylobés brisés sous sebka du Patio de la Doncellas.
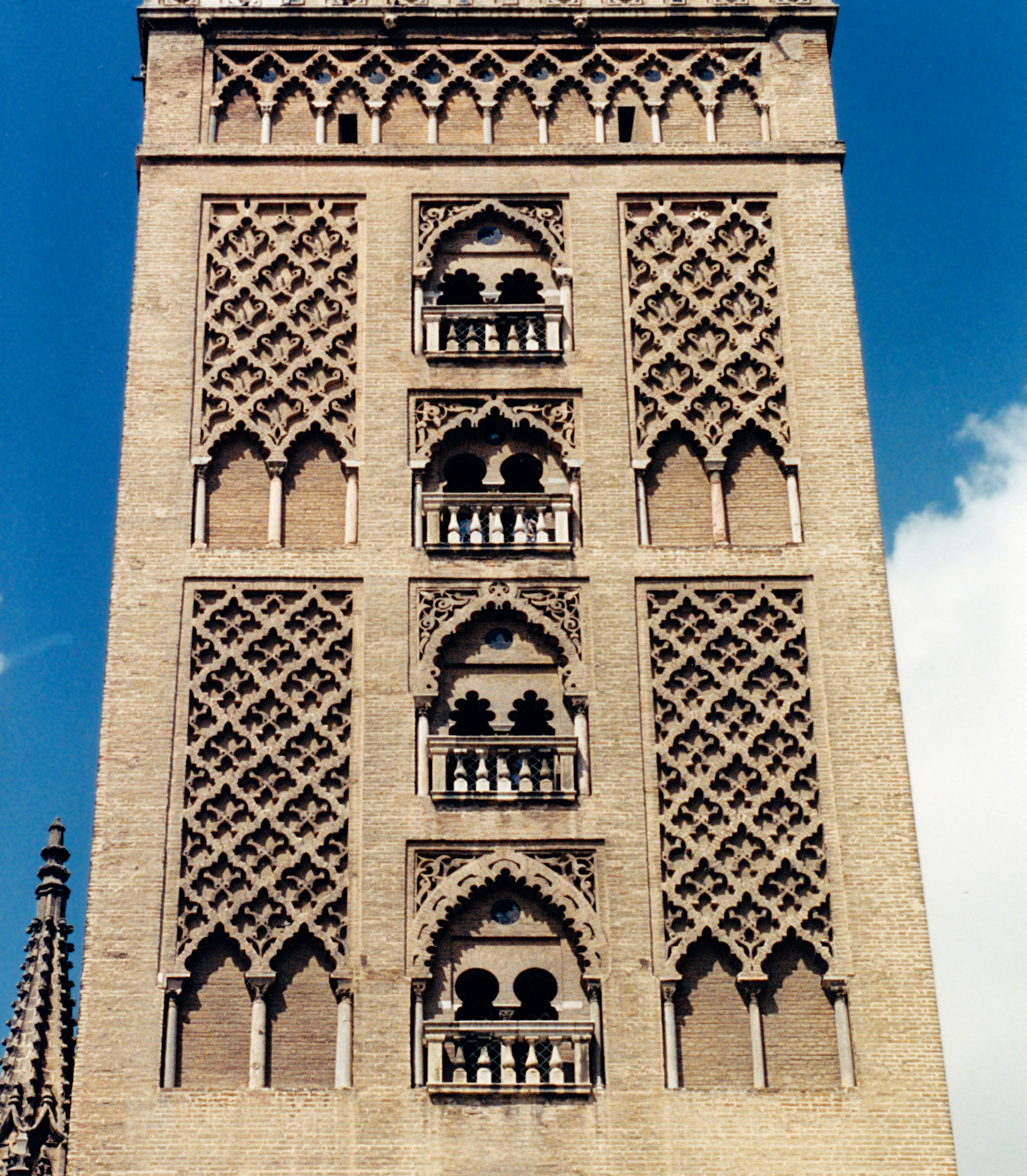
Giralda : Arcs à lambrequins (travée centrale) et sebka (travées latérales).